# Port-Villez
Port-Villez är en kommun i departementet Yvelines i regionen Île-de-France i norra Frankrike. Kommunen ligger i kantonen Bonnières-sur-Seine som tillhör arrondissementet Mantes-la-Jolie. År 2018 hade Port-Villez 262 invånare.

## Befolkningsutveckling
Antalet invånare i kommunen Port-Villez
| Referens: INSEE |